# Del Hielo (manzana)
Del Hielo es el nombre de una variedad cultivar de manzano (Malus domestica). Esta manzana está cultivada en diversos viveros entre ellos algunos dedicados a conservación de árboles frutales en peligro de desaparición. Esta manzana es originaria de la  Provincia de Ávila  concretamente en la comarca de El Barco de Ávila y Valle del río Tormes, donde tuvo su mejor época de cultivo comercial en la década de 1960, y actualmente en menor medida aún se encuentra.

## Sinónimos
- "Manzana del Hielo",[5]
- "Manzana del Hielo de El Barco de Ávila",[7][8]

## Historia
'Del Hielo' es una variedad de la Provincia de Ávila en la comarca de El Barco de Ávila y Valle del río Tormes. El cultivo del manzano en Ávila en superficies importantes se remonta a principios del siglo XX. Las plantaciones originales se realizaron con variedades indígenas ('Normanda', 'García' y otras), posteriormente se dio paso a otras variedades como la 'Reineta' que es la más abundante actualmente en el 2020.
'Del Hielo' está considerada incluida en las variedades locales autóctonas muy antiguas, cuyo cultivo se centraba en comarcas muy definidas. Se caracterizaban por su buena adaptación a sus ecosistemas y podrían tener interés genético en virtud de su adaptación. Se encontraban diseminadas por todas las regiones fruteras españolas, aunque eran especialmente frecuentes en la España húmeda. Estas se podían clasificar en dos subgrupos: de mesa y de sidra (aunque algunas tenían aptitud mixta).
'Del Hielo' es una variedad clasificada como de mesa, difundido su cultivo en el pasado por los viveros comerciales y cuyo cultivo en la actualidad se ha reducido a huertos familiares y jardines privados.

## Características
El manzano de la variedad 'Del Hielo' tiene un vigor Medio; florece a inicios de mayo; tubo del cáliz pequeño, de forma variada, pero generalmente en embudo corto, y con los estambres insertos en su mitad.
La variedad de manzana 'Del Hielo' tiene un fruto de tamaño medio a pequeño; forma esférica, aplastada por los dos polos, acostillado característico, marcando los cinco carpelos más o menos acentuados, y con contorno irregular; piel fina, levemente grasa al tacto; con color de fondo blanco verdoso con reflejo amarillo, sobre color leve, siendo el color del sobre color rosa, siendo su reparto en placa, acusa lenticelas abundantes de color claro con alguno ruginoso y entremezclado con otros semejando hoyos minúsculos, y una sensibilidad al "russeting" (pardeamiento áspero superficial que presentan algunas variedades) muy débil; pedúnculo muy corto, anchura de la cavidad peduncular es ancha, profundidad de la cavidad pedúncular profunda, con chapa más o menos amplia de verde marrón, con bordes marcadamente ondulados, e importancia del "russeting" en cavidad peduncular débil; anchura de la cavidad calicina amplia, profundidad de la cav. calicina casi superficial en su generalidad, forma de cubeta amplia, suavemente fruncida y bordes ondulados, importancia del "russeting" en cavidad calicina ausente; ojo más bien pequeño, cerrado, rara vez entreabierto; sépalos cortos, triangulares, verdosos y tomentosos, de puntas vueltas o partidas.
Carne de color blanco crema verdoso; textura crujiente, jugosa; sabor característico de la variedad, levemente acidulado; corazón bulbiforme, con las líneas marcadas solo en un lado. Eje abierto. Celdas cortas y arriñonadas o casi triangulares, cartilaginosas. Semillas de tamaño medio y aplanadas de un lado.
La manzana 'Del Hielo' tiene una época de maduración y recolección muy tardía en el otoño-invierno, se recolecta desde mediados de octubre hasta mediados de noviembre, madura durante el invierno aguanta varios meses más. Se usa como manzana de mesa fresca.